# Santa Paolina
Santa Paolina est une commune italienne de la province d'Avellino, dans la région Campanie.

## Administration
| Période                                  | Période | Identité | Étiquette | Qualité |
| ---------------------------------------- | ------- | -------- | --------- | ------- |
|                                          |         |          |           |         |
| Les données manquantes sont à compléter. |         |          |           |         |

### Hameaux
Marotta, Santa Lucia, Castelmozzo, Picoli, Viturano, Serra, Ponte zeza, Marotta, Sala, Picoli

### Communes limitrophes
Montefusco, Montemiletto, Prata di Principato Ultra, Torrioni, Tufo.